# Ema Bendová
Ema Bendová (* 26. Februar 2007 in Bratislava) ist eine slowakische Leichtathletin, die im Sprint und im Weitsprung an den Start geht.

## Sportliche Laufbahn
Erste Erfahrungen bei internationalen Meisterschaften sammelte Ema Bendová beim Europäischen Olympischen Jugendfestival (EYOF) 2022 in Banská Bystrica, bei dem sie mit 5,61 m den siebten Platz im Weitsprung belegte und mit der slowakischen Sprintstaffel (1000 Meter) mit 2:17,20 min den Finaleinzug verpasste. Im Jahr darauf schied sie beim EYOF in Maribor mit 5,64 m in der Vorrunde im Weitsprung aus und verpasste mit der Staffel mit 2:11,95 min erneut den Finaleinzug. 2024 belegte sie bei den U18-Europameisterschaften in Banská Bystrica mit 5,84 m den siebten Platz im Weitsprung. Im Jahr darauf schied sie bei den U20-Europameisterschaften in Tampere mit 12,32 s und 24,78 s jeweils in der ersten Runde über 100 und 200 Meter aus und wurde mit der 4-mal-100-Meter-Staffel im Vorlauf disqualifiziert.
In den Jahren 2024 und 2025 wurde Bendová slowakische Meisterin in der 4-mal-100-Meter-Staffel und 2023 und 2025 wurde sie Hallenmeisterin in der 4-mal-200-Meter-Staffel.

## Persönliche Bestleistungen
- 100 Meter: 11,80 s (+1,3 m/s), 29. Juni 2025 in Bratislava
  - 60 Meter (Halle): 7,74 s, 6. Februar 2025 in Ostrava
- 200 Meter: 24,35 s (+0,7 m/s), 29. Juni 2025 in Bratislava
- Weitsprung: 5,95 m (−0,4 m/s), 20. Juli 2024 in Banská Bystrica